# SMS Vineta (1863)
Pour les autres navires du même nom, voir SMS Vineta.
La SMS Vineta est une corvette cuirassée de la Marine prussienne, puis de la Marine fédérale de l'Allemagne du Nord et enfin de la Marine impériale allemande appartenant à la classe Arcona. Ses sister-ships sont les SMS Arcona, SMS Elisabeth, SMS Gazelle et SMS Hertha. Ces navires sont les premiers navires de guerre construits depuis ceux de la marine de l'électorat du Brandebourg. Elle doit son nom à la ville légendaire de Vineta.

## Service
La SMS Vineta est lancée le 4 juin 1863 des chantiers navals royaux de Dantzig et mise au service de la marine prussienne. Au printemps 1864, le Kapitän zur See, Hans Kuhn, en prend le commandement. Elle effectue un tour du monde entre 1865 et 1868. Elle navigue à Haïti en 1872, afin de défendre les intérêts allemands dans une période de troubles déclenchée par le non remboursement de créanciers allemands. La SMS Vineta et la SMS Gazelle assiègent deux canonnières de pirates haïtiens à Port-au-Prince et récupèrent l'or. Elle est ensuite commandée périodiquement par Wilhelm von Wickede.
La SMS Vineta est démantelée à Kiel en 1897. Sa figure de proue se trouve aujourd'hui à l'Académie navale de Mürwik. Une place de Kiel est baptisée de son nom, la Vinetaplatz.